# Fried Ilona
Fried Ilona (Budapest, 1952. június 4.) magyar irodalmár, italianista és egyetemi oktató. Az Eötvös Loránd Tudományegyetem Bölcsészettudományi Kar Romanisztikai Intézet, Olasz Nyelv és Irodalom Tanszékének egyetemi tanára. Kutatási területe az olasz irodalom, színház, kultúrtörténet, különös tekintettel a 19–21. századra

## Élete
1975-ben szerzett diplomát az ELTE Bölcsészettudományi Kar angol–olasz szakán.
Oktatói pályáját a budapesti Berzsenyi Dániel Gimnáziumban kezdte (1976–1986), majd a Magyar Tudományos Akadémia aspiránsaként a Janus Pannonius Tudományegyetem Olasz Tanszékén vállalt kutatói és oktató munkát 1986-tól. 1989-től a Janus Pannonius Tudományegyetem Olasz Tanszékén adjunktus, majd docens és két éven keresztül tanszékvezető helyettes. 1993-ban befejezte az oktatói munkáját a Janus Pannonius Tudományegyetemen.
1979-ben doktorált olasz irodalomból, majd 1991-ben az irodalomtudomány kandidátusa. 2002-ben habilitált.
1993 júliusától az ELTE Tanárképző Főiskolai Kar tanára és az olasz tanszék létrehozatalának irányítója. 1994 júliusától az ELTE TFK főiskolai tanára, az olasz tanszéki szakcsoport, majd az olasz tanszék vezetője. Kutatási területe: 19–21. századi olasz irodalom, dráma és színház, a kortárs magyar és európai színház, magyar–olasz kulturális és irodalmi transzfer. Fiume és Trieszt kultúr-, társadalom- és irodalomtörténete, az olasz fasizmus időszaka. Publikációi a magyaron kívül olaszul, angolul, németül, horvátul jelentek meg. Korábban több olasz nyelvkönyv társszerzője volt.  Fried Ilona az ELTE Irodalomtudományi Doktori Iskola oktatója, témakiírója irodalom- és kultúratudományok tudományágakban.

## Publikációi
Számos könyvet írt és szerkesztett, magyar és külföldi folyóiratban publikált, publikációinak száma megközelítőleg 290.

### Könyvei
- Fried, I. (2001). Emlékek városa: Fiume
- Fried, I. (2004). Fiume
- Fried, I. (2005). Fiume, città della memoria: 1868–1945[8]
- Fried, I. (2006). Modern olasz irodalom és színház: problémák és művek kultúrák találkozása
- Fried, I. (2014). Il convegno Volta sul teatro drammatico: Roma 1934: un evento culturale nell'età dei totalitarismi
- Fried, I. (2016). Őexcellenciája kívánságára: színház, kultúra és politika a fasizmus Olaszországában.[9]
- Fried, I. (2021). Egy város keresi önmagát. Trieszt 1860-1954.

## Kitüntetések
- 1979: Szicília tartományi díja
- 2004: Ordine della Stella della Solidarietà Italiana (Cavaliere III)[10]